# 加藤紋右衛門
加藤 紋右衛門（かとう もんうえもん、1884年5月2日 - 1958年10月4日）は、日本の政治家。衆議院議員（1期）。

## 経歴
愛知県出身。明倫中学校(現・愛知県立明和高等学校)卒。瀬戸町(現・瀬戸市)会議員、東春日井郡会議員、同議長、愛知県会議員を歴任する。また、瀬戸薪炭(株)取締役社長、権現土地(株)取締役となる。
1922年7月、愛知5区の補欠選挙において立憲政友会公認で立候補して当選する。衆議院議員を1期務め、1924年の第15回衆議院議員総選挙には立候補しなかった。1958年に死去した。